# Никола Пелц
Никола Ен Пелц Бекам (енгл. Nicola Anne Peltz Beckham; Округ Вестчестер, 9. јануар 1995) америчка је глумица.

## Детињство и младост
Рођена је 9. јануара 1995. године у Округу Вестчестер. Ћерка је милијардера Нелсона Пелца и манекенке Клодије Хефнер. Има једну сестру и шесторо браће. Одрасла је у јеврејској породици (вера њеног оца).

## Приватни живот
Дана 11. јула 2020. Бруклин Бекам и она су објавили веридбу. Венчали су се 9. априла 2022. у Палм Бичу по јеврејској традицији (Бекамов прадеда је био Јевреј). На инстаграму је објавила да су у октобру усвојили пса, те су заједно охрабрили остале да усвоје или удоме напуштене животиње. Због тога су исте године добили награду организације PETA.

## Филмографија

### Филм
| Улоге Николе Пелц |                               |               |                |             |
| Година            | Српски назив                  | Изворни назив | Улога          | Напомена    |
| 2006.             | Усијани комшилук              |               | Макензи        |             |
| 2008.             | Харолд                        |               | Беки           |             |
| 2010.             | Последњи владар ветрова       |               | Катара         |             |
| 2012.             |                               |               | Рене Кајт      |             |
| 2014.             | Трансформерси: Доба изумирања |               | Теса Јегер     |             |
| 2014.             |                               |               | Кејт Милер     |             |
| 2016.             | Младост у Орегону             |               | Ени Глисон     |             |
| 2017.             | Трансформерси: Последњи витез |               | Теса Јегер     | непотписана |
| 2018.             |                               |               | Амбер Алтмајер |             |
| 2018.             |                               |               | Хана           |             |
| 2019.             |                               |               | Марли Мајерс   |             |
| 2020.             | Празнични пар                 |               | Фелисити       |             |

### Телевизија
| Улоге Николе Пелц |              |               |                |              |
| Година            | Српски назив | Изворни назив | Улога          | Напомена     |
| 2013—2015.        | Мотел Бејтс  |               | Бредли Мартин  | главна улога |
| 2016.             |              |               | Криси Монро    | 1 епизода    |
| 2017.             |              |               | Џејн           | 1 епизода    |
| 2022.             |              |               | Дороти Стратен | 1 епизода    |